# Newport News
Newport News – miasto w Stanach Zjednoczonych, w stanie Wirginia, przy ujściu rzeki James do zatoki Chesapeake. Należy do obszaru metropolitalnego Virginia Beach i liczy 180 tys. mieszkańców. 
Ośrodek przemysłu stoczniowego, w tym siedziba Newport News Shipbuilding – największej stoczni należącej do koncernu Northropa Grummana korporacji Huntington Ingalls Industries – jedynego na świecie producenta lotniskowców z napędem jądrowym, a także jednego z dwóch współczesnych amerykańskich producentów okrętów podwodnych. Ponadto w mieście rozwinął się przemysł włókienniczy, papierniczy, elektroniczny, petrochemiczny oraz lotniczy.

## Demografia
Ponad 40% mieszkańców stanowią osoby czarnoskóre.

## Urodzeni w Newport News
- Ella Fitzgerald (1917–1996) – piosenkarka[3]
- William Styron (1925–2006) – pisarz
- Gabrielle Douglas (ur. 1995) – gimnastyczka, mistrzyni olimpijska
- Mark Gordon (ur. 1956) – producent telewizyjny i filmowy

## Miasta partnerskie
- Greifswald
- Neyagawa
- Taizhou